# Морріс (містечко, Нью-Йорк)
Морріс (англ. Morris) — місто (англ. town) в США, в окрузі Отсего штату Нью-Йорк. Населення — 1735 осіб (2020).

## Демографія
Згідно з переписом 2010 року, у місті мешкало 1878 осіб у 786 домогосподарствах у складі 513 родин. Було 951 помешкання
Расовий склад населення:
| - 97,2 % — білих - 0,4 % — чорних або афроамериканців - 0,1 % — корінних американців - 0,1 % — азіатів |

До двох чи більше рас належало 1,5 %. Частка іспаномовних становила 2,8 % від усіх жителів.
За віковим діапазоном населення розподілялося таким чином: 23,0 % — особи молодші 18 років, 58,3 % — особи у віці 18—64 років, 18,7 % — особи у віці 65 років та старші. Медіана віку мешканця становила 45,0 року. На 100 осіб жіночої статі у місті припадало 97,9 чоловіків;  на 100 жінок у віці від 18 років та старших — 94,4 чоловіків також старших 18 років.
Середній дохід на одне домашнє господарство  становив 69 596 доларів США (медіана — 50 859), а середній дохід на одну сім'ю — 77 313 долари (медіана — 58 375). Медіана доходів становила 44 141 долар для чоловіків та 31 098 доларів для жінок. За межею бідності перебувало 17,4 % осіб, у тому числі 17,8 % дітей у віці до 18 років та 14,0 % осіб у віці 65 років та старших.
Цивільне працевлаштоване населення становило 713 осіб. Основні галузі зайнятості: освіта, охорона здоров'я та соціальна допомога — 28,3 %, роздрібна торгівля — 12,2 %, науковці, спеціалісти, менеджери — 11,1 %.